# Pel·lícula de 28mm

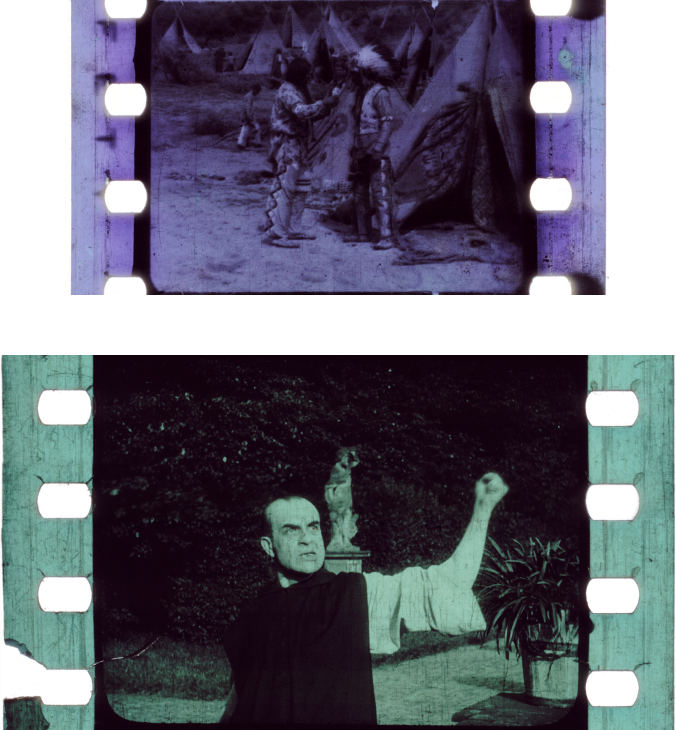
Comparació d'una pel·lícula de 28mm amb una de 35mm

La pel·lícula de 28 mm és un format de negatiu o pel·lícula cinematogràfica coneguda també com a Pathé-Kok, introduit al mercat per Pathé Feres el 1912. Orientat al mercat domèstic, el 28mm es tracta d'una de les primeres pel·lícules impreses sobre un suport no inflamable (acetat de cel·lulosa) en lloc del nitrat inflamable que s'utilitza habitualment en el 35 mm. L'amplada del material va ser triat deliberadament de manera que no fos econòmic dividir en dos una tira de pel·lícula de 35 mm amb suport de nitrat. A més de la seguretat, un altre avantatge de la pel·lícula de 28 mm era que contenia 20,5 fotogrames per 0,3048 metres (1 feet), en comparació amb els 16 fotogrames de la pel·lícula de 35 mm. Una característica de la pel·lícula és l'asimetria del seu sistema de perforacions: tres perforacions per fotograma a un costat i només una perforació per fotograma a l'altre costat. En les còpies impreses als Estats Units des de 1917 tenien tres perforacions a cada costat. Pathé a França i més tard Victor als Estats Units van imprimir impressions reduides de pel·lícules populars per al lloguer a casa, dissenyades per ser utilitzades en projectors Pathéscope Cinematograph o Victor Animatograph.
Al cap d'un any (1913) l'equipament de la pel·lícula de 28 mm es va exportar a països d'ultramar com Gran Bretanya i Amèrica. El sistema Kok de 28 mm va demostrar un gran èxit comercial, no només a la llar sinó a les escoles, esglésies i clubs. Es va afirmar que el 1918 s'havien venut més de 10.000 màquines i s'havien produït més de 7.620.000 metres de pel·lícula positiva. Tot i que la producció d'equips de 28 mm a França va cessar per l'arribada de la Primera Guerra Mundial va continuar als Estats Units i al Canadà fins al 1920 quan es va aturar.

## Història

### Pathé Frères
Pathé Frères va ser fundada pels germans Charles i Émile Pathé. L'empresa tenia dues divisions, una de fonògraf i una de cinema, que es van establir el 1894 i el 1896 respectivament. Al cap de quinze anys de la seva creació, Pathé Frères va ser la companyia d'entreteniment més gran del món. Els seus materials de fonògrafs estaven disponibles a preus que el públic general es podia permetre. La divisió de fonògrafs juntament amb les indústries cinematogràfiques de l'empresa van permetre convertir-se en una empresa internacional amb oficines a Rússia i als Estats Units. Havien adquirit tots els drets de les pel·lícules de Mèlies així com les patents de càmeres i projectors de cinema dels germans Lumière durant la primera dècada del segle xx. Pathé va crear una càmera d'estudi millorada que va dominar el mercat a Europa i Amèrica, a més de fer la seva pròpia pel·lícula. El 1902 Pathé Frères va obrir una instal·lació de producció a Vincennes on van fer pel·lícules en gran nombre. El 1906 Pathé Frères va començar a comercialitzar-se a la societat de classe alta a França construint el primer cinema de luxe del món, l'Omnia-Pathé.

### El Pathescope de 28mm
El 1910, Arthur Roussel va ser contractat per construir una màquina que permetés al públic veure una pel·lícula a casa seva. Pathé Frères va introduir una mida de pel·lícula de 28 mm per a ús domèstic. La pel·lícula de diacetat de 28 mm era preferible per a un ús no professional perquè no era inflamable com la pel·lícula de 35 mm amb una base de nitrat, l'ús de la pel·lícula de 28 mm també donava exclusivitat a Pathé Frères, a través de patents. La gran mida de la imatge de 19 mm x 14 mm va permetre que la imatge projectada fos d'una qualitat molt alta. El pathéscopi de 28 mm K.O.K. cine-projector va ser patentat l'any 1911. Aquest projector comptava amb una il·luminació dinamo que era accionada per un cinturó d'un gran volant connectat a l'eix principal. El mànec s'havia de girar manualment per projectar una imatge de 30 polzades. El projector es va vendre per 30 dòlars que incloïa dues pel·lícules impreses, una pantalla, una funda de metall i un equip de neteja.

### Pel·lícula impresa de 28mm
Les pel·lícules impreses reduïdes òpticament a partir d'originals de 35 mm es van posar a disposició en 28 mm. A diferència de la pel·lícula posterior de 9,5 mm, les versions de 28 mm es van publicar íntegrament; moltes pel·lícules produïdes entre 1905 i 1914 ara només sobreviuen en aquest calibre. El primer catàleg oferia 48 pel·lícules de 45 a 90 metres de llargada. El 1920 el catàleg oferia 2.000 bobines. Es van publicar pel·lícules de llarga durada i incloïen pel·lícules de la majoria dels països productors de pel·lícules. Les pel·lícules de 28 mm eren molt clares i la qualitat de la imatge projectada era molt bona. Moltes pel·lícules es van transferir del format de 35 mm al format de 28 mm. En anys posteriors, les pel·lícules es van transferir a pel·lícules de 9,5 mm, però sovint s'havien extret contingut per tal de tenir una longitud que encaixés en una bobina més compacta; no obstant això, les pel·lícules transferides del format de 35 mm a 28 mm es van deixar sense tallar. La primera sèrie de pel·lícules transferides contenia 48 pel·lícules que oscil·laven entre els 45 i els 90 metres de llarg.

### Pathéscope als Estats Units
Fundada el 1913, la companyia Pathéscope of America va rebre 1.000.000 de dòlars per Pathé Frères per tal de distribuir les pel·lícules de Pathéscopes i Pathéscopes als Estats Units. La demanda de pel·lícules Pathéscope de 28 mm es va fer tan alta que es va construir un laboratori i fàbrica de cinema especialment dissenyat i completament equipat a Long Island City per produir pel·lícules que atenien específicament els desitjos i necessitats del públic nord-americà. El 1916 Willard Beech Cook va començar a treballar en un nou projector de 28 mm que seria més petit per tal de reduir els costos de producció. La seva màquina funcionava amb motor i pesava 23 lliures. El 1920 hi havia gairebé 1.200 pel·lícules disponibles en format de 28 mm en 1.600 bobines. La majoria d'aquestes pel·lícules es podien trobar a diverses cinemateques de Pathéscope que es trobaven a les ciutats més grans dels Estats Units. Moltes de les pel·lícules es van crear originalment a Europa, però finalment la selecció va incloure imatges americanes protagonitzades per actors com Harold Lloyd i Charles Chaplin.

### Final del 28mm
Diversos anys després de la conclusió de la Primera Guerra Mundial, la pel·lícula de 28 mm va començar a disminuir en popularitat. La mateixa Pathé Frères va llançar una pel·lícula de 9,5 mm, que es va preferir per la seva mida més petita. El que finalment va provocar la desaparició de la pel·lícula de 28 mm, però, va ser la introducció per part de Kodak d'un calibre de 16 mm el 1923. La biblioteca de pel·lícules més gran de Kodak era superior tant en escala com en qualitat, tant és així que quan se li va demanar a Willard Beech Cook que s'encarregués el 1924 va acceptar l'oferta de feina. La biblioteca de pel·lícules de 28 mm American Pathéscope va romandre oberta a la ciutat de Nova York durant un breu període mentre funcionava la biblioteca de 16 mm de Kodak, però el 1926, Kodak es va fer càrrec de la seva fàbrica de pel·lícules i Pathéscope estava oficialment fora del seu negoci als Estats Units. L'entorn de la postguerra a Europa no era més amable amb Pathé Frères. Les imatges de Hollywood de gran pressupost com The Birth of a Nation havien cridat l'atenció del públic a França i la pel·lícula de 28 mm ja no era rendible. Charles Pathé va vendre la resta de la seva empresa a Europa el 1929 a Bernard Natan. L'empresa va romandre a flota sota el nom de Pathé fins al 1934, abans de ser completament dissolta.

## Arxiu
L'Academy Film Archive acull una col·lecció de 28 mm que inclou més de 100 bobines de pel·lícula en format Pathé 28 mm.